# Бакасов, Улан Болотбекович
Улан Болотбекович Бакасов (род. 13 июля 1984, город Нарын) — депутат Жогорку Кенеша Кыргызской Республики VII созыва (с 2021 года). Член Комитета по международным делам, обороне, безопасности и миграции Жогорку Кенеш VII созыва (с января 2022 года).

## Биография

### Детство
Родился 13 июля 1984 года в городе Нарыне Киргизской ССР.

### Образование
В 2007 году завершил обучение и получил диплом о высшем образовании, окончив инженерный факультет Джалал-Абадского государственного университета, по специальности инженер-энергетик.
В 2012 году окончил обучение в магистратуре Кыргызской государственной юридической академии по направлению «Юриспруденция». 

### Трудовая деятельность
С 2004 года по 2021 год занимался частным предпринимательством.
В ноябре 2021 года избран депутатом VII созыва Жогорку Кенеша Кыргызской Республики от Нарынского избирательного округа №33. С января 2022 года входит в состав Комитета по международным делам, обороне, безопасности и миграции.
Занимается благотворительностью. В период пандемии коронавируса передал безвозмездно Нарынской области 9 машин скорой помощи, закупил 70 кислородных концентраторов.  

### Семья
Женат, отец шестерых детей. 

### Награды
- Медаль «За укрепление парламентского сотрудничества в ОДКБ» (2023 год)[7].